# Predella

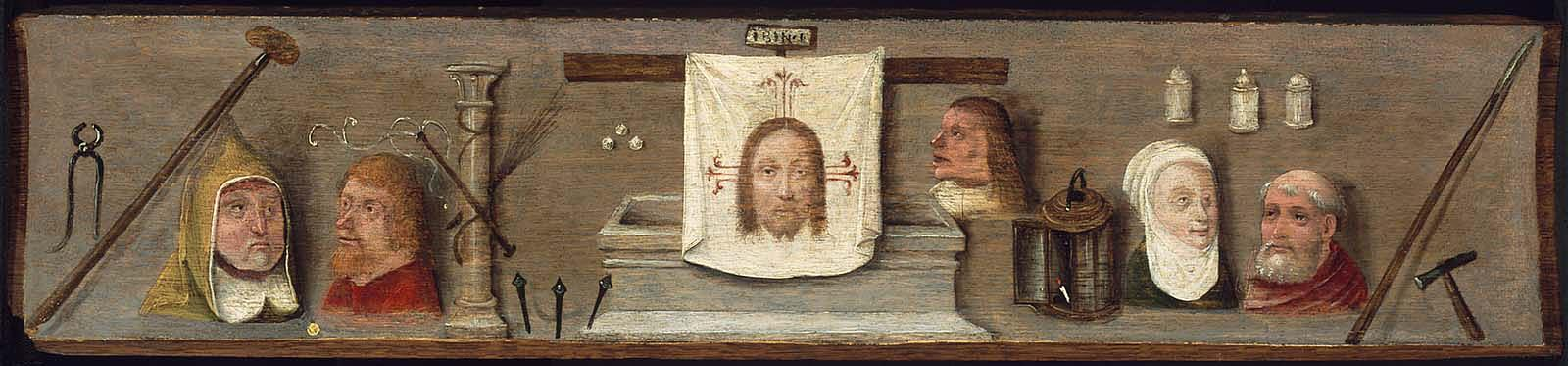
Predella van het Van Os-Van Langhel-drieluik (atelier Jheronimus Bosch)

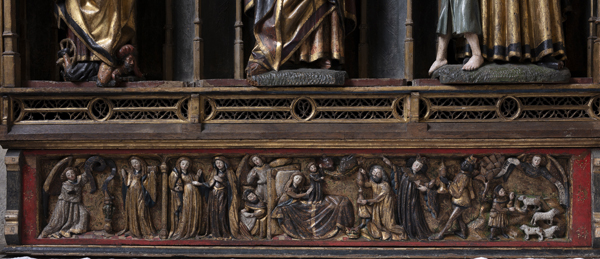
Predella met de geboorte van Jezus (Sint-Leonarduskerk (Zoutleeuw).)

Een predella is een optrede waarop een altaar rust en waarop de priester knielt. In de beeldende kunst wordt deze term eveneens gebruikt voor het voetstuk van een altaarstuk of retabel.